# Società degli archeologi medievisti italiani
La Società degli archeologi medievisti italiani (SAMI) è un ente culturale fondato nel 1994, con l'obiettivo di promuovere l'archeologia medievale e, più in generale, le archeologie postclassiche in particolare in Italia.
La SAMI fu fondata nel 1994 da Riccardo Francovich, Tiziano Mannoni, Sauro Gelichi, Gian Pietro Brogiolo e da un gruppo di esponenti dell'archeologia medievale italiana e internazionale, che negli anni '70 curavano la rivista Archeologia medievale. L'associazione e la sua rivista contribuiscono allo sviluppo dell'archeologia medievale come disciplina universitaria autonoma, all'archeologia delle complessità sociali e all'archeologia del territorio e del paesaggio, in particolar modo per le fasi della storia post-antica. Nel congresso di ottobre 2022 è stato riconfermato come presidente Paul Arthur.

## Congressi nazionali
Ogni tre anni la SAMI organizza il Congresso Nazionale di Archeologia Medievale. Gli atti sono pubblicati annualmente dalla casa editrice All'Insegna del Giglio, a Firenze, che è anche sede legale ed organizzativa dell'associazione. I documenti preparatori (pre-tirages) e gli atti dei primi cinque congressi sono parzialmente consultabili anche su Google Books.

## Premi
Presso il Ministero per i beni e le attività culturali, è stato istituito nel 2013 il premio "Riccardo Francovich", per il museo o parco archeologico che, nei confronti del pubblico di visitatori, si dimostri più capace di coniugare rigore metodologico e divulgazione scientifica.
La società organizza inoltre il premio "D'Assia-Francovich" per i giovani ricercatori, che prevede la pubblicazione di monografie in una specifica collana edita dalla casa editrice All'Insegna del Giglio e dal 2013 il premio "Riccardo Francovich" per i musei-parchi archeologici a tematica medievale e per la divulgazione. Il premio consiste in due distinti riconoscimenti:
- premio Francovich per l' "Alta divulgazione": per la comunicazione-promozione della conoscenza del Medioevo;
- "Musei e i parchi archeologici": per il miglior museo-parco di archeologia medievale.

Il vincitore è determinato da una giuria di soci dell'associazione, e dal voto aperto anche alla partecipazione dei non iscritti. Nel 2018, la parte "Alta divulgazione" è stata aggiudicata per la prima volta non a persone fisiche singole, ma al Festival del Medioevo di Gubbio.